# Синчец
Синчец (болг. Синчец) — село в Болгарии. Находится в Кырджалийской области, входит в общину Ардино. Население составляет 152 человека.

## Политическая ситуация
В местном кметстве Синчец, в состав которого входит Синчец, должность кмета (старосты) исполняет Мустафа Хылми Мустафа (Земледельческий народный союз (ЗНС)) по результатам выборов правления кметства.
Кмет (мэр) общины Ардино — Ресми Мехмед Мурад (Движение за права и свободы (ДПС)) по результатам выборов в правление общины.